# Pablo Zalba
Pablo Zalba Bidegain (Pamplona, 28 de enero de 1975) es un economista y político español, diputado del Parlamento Europeo por el Partido Popular desde junio de 2009 hasta 2016. El 18 de noviembre de 2016 fue nombrado presidente del Instituto de Crédito Oficial (ICO).

## Formación
En 1997 se licenció en Administración y dirección de empresas en la Universidad de Navarra. Ha cursado estudios de Economía en la Universidad de Leicester. En 2007 hizo el Executive MBA en la London Business School.

## Trabajo profesional
En 1998 comenzó a trabajar en Arcelor Mittal, tanto en la sede de Madrid como de Pamplona, donde desarrolló su actividad como jefe de Desarrollo de Negocio Internacional en la Unidad de Construcción. De 2005 a 2009 trabajó en Sic Lázaro en Pamplona como Director Comercial y Desarrollo de Negocio.

## Trayectoria política
En 2008 formó parte de la Ejecutiva para reconstituir el Partido Popular de Navarra tras su ruptura con Unión del Pueblo Navarro.
En junio de 2009 fue elegido eurodiputado por el PP, legislatura en la que fue vicepresidente de la Comisión de Asuntos Económicos y Monetarios de la Eurocámara; miembro de la Delegación para las Relaciones con la República Popular China y perteneció a la Comisión Parlamentaria Cariforum-UE.
El 24 de enero de 2012 fue nombrado Vicepresidente Primero de la Comisión de Asuntos Económicos y Monetarios del Parlamento Europeo en sustitución de José Manuel García-Margallo.
Durante la pasada legislatura fue también miembro suplente de la Comisión de Comercio Internacional; de la Delegación encargada de las relaciones de la Unión Europea con Chile y de la Comisión Especial sobre la Crisis financiera, económica y social.
El eurodiputado navarro fue además vicepresidente del Intergrupo de Juventud y vicepresidente del Intergrupo de Friends of Free Cuba, presidido por Jaroslaw Walessa, hijo de Lech Walessa.
Zalba tuvo un papel de gran relevancia en la aprobación del Tratado de Libre Comercio entre Corea del Sur y Unión Europea, como responsable de la cláusula de salvaguardia que introdujo medidas de protección para los sectores europeos más sensibles a las importaciones. El acuerdo entró en vigor el 1 de julio de 2011. Zalba ha sido además el promotor de la Cámara de Comercio España-Corea con el exministro Josep Piqué al frente.
El 25 de septiembre de 2012 fue galardonado con el premio Mep Awards 2012, en la categoría de Comercio, por su trabajo en el Acuerdo de Libre Comercio entre la Unión Europea y Corea del Sur. La revista The Parliament Magazine concede todos los años estos galardones para premiar a los eurodiputados que hayan destacado en diferentes áreas legislativas.
En noviembre de 2012 encabezó la delegación del Parlamento Europeo en la Conferencia Parlamentaria de la Organización Mundial del Comercio (OMC) en Ginebra. La misión del eurodiputado navarro fue que el Parlamento Europeo tratara de convencer a los países miembros de la importancia del comercio como una forma de impulsar el crecimiento y erradicar la pobreza.
En el año 2012 Zalba fue uno de los principales promotores en el Parlamento Europeo del Acuerdo de Asociación América Central-Unión Europea como ponente de la Comisión de Comercio Internacional.

### Su segunda legislatura
El 25 de mayo de 2014 Pablo Zalba volvió a ser elegido eurodiputado del Parlamento Europeo. Fue portavoz adjunto del PPE en la Comisión de Asuntos Económicos y Monetarios del Parlamento Europeo y miembro de la Comisión de Comercio Internacional de la Eurocámara.
Zalba fue copresidente del comité de dirección de la Conferencia Parlamentaria sobre la Organización Mundial del Comercio del Parlamento Europeo y coordinador de la red de jóvenes diputados (Young Members Network) del Grupo Popular Europeo.
Perteneció también a la junta directiva de SME Europe en calidad de vicepresidente.
Además, fue miembro de la Junta Consultiva del European Young Innovation Forum, asociación europea sin ánimo de lucro que promueve el espíritu emprendedor y de innovación entre la sociedad, especialmente entre los jóvenes.
Perteneció también a las delegaciones del Parlamento Europeo de Mercosur, China, Chile, América Central y Comunidad Andina. Asimismo, forma parte de los Intergrupos de Familia, Derechos del Niño, Ayuda al Desarrollo, Juventud, Deporte, Automoción, PYMES, Lenguas Minoritarias y Vino.
Firmó el Compromiso Europeo de la Demencia, que reconoce los desafíos a los que se enfrentan las personas con demencia y sus cuidadores, especialmente en el contexto actual de los desafíos demográficos, la frágil sostenibilidad de los sistemas sanitarios y la falta de tratamiento para este tipo de enfermedades. También forma parte de la Alianza Europea del Alzheimer (European Alzheimer’s Alliance).
En marzo de 2015 recibió el premio Mep Awards en la categoría de Economía tras haber sido ponente para el Reglamento de las Tasas Multilaterales de Intercambio además de haber elaborado el Informe al Banco Central Europeo que realiza la Comisión de Asuntos Económicos y Monetarios de forma anual.

### Presidencia del Partido Popular de Navarra
Tras la dimisión de Enrique Martín de Marcos fue nombrado presidente del Partido Popular de Navarra en julio de 2014.

### Presidencia delICO[16][17][18]
Como presidente del ICO sus prioridades fueron, en primer lugar, impulsar la financiación de la internacionalización de las empresas españolas. Para ello firmó acuerdos con el Banco Centroamericano de Integración Económica (BCIE), el Banco Europeo de Inversiones (BEI), el Banco de Desarrollo de América Latina (CAF), el Banco Industrial y de Comercio Exterior (BICE) argentino y el peruano BanBif, entre otros.
Además, impulsó actividades relativas a Financiación Sostenible, lanzando hasta dos emisiones de "bonos sociales", de más de 500 millones de euros.
Por último, en lo referente a Capital riesgo y Venture Capital ICO lanzó una nueva categoría de fondos de transferencia tecnológica dentro de Fond-ICO Global para financiar empresas que utilicen determinadas tecnologías desarrolladas en centros de investigación y universidades.
Tras la salida de Luis de Guindos como ministro se barajó su nombre como su sucesor.

## Publicaciones
En 2014 publicó "Reflexiones europeas a mitad de camino. Una visión sobre Europa", una recopilación de más de 75 artículos suyos publicados en diferentes periódicos. El prólogo de la obra es del exministro de Asuntos Exteriores y de Cooperación, José Manuel García-Margallo, que presentó el libro en Pamplona, ciudad natal del autor.
A finales de 2013 publicó en Revistas de Información Económica, junto con el Técnico Comercial y Economista del Estado, Julián Conthe, el artículo "Retos y logros en las relaciones de la UE con América Latina".

## Seminarios y simposios
- Economic shock absorbers for the Eurozone. Deeping the debate on automatic stabilizers, organizado por la Comisión Europea y la Fundación Bertelsmann. Bruselas, junio de 2014[26]
- Conferencia Iberia sobre la recuperación y perspectivas económicas, organizada por la Liga Europea de Cooperación Económica (LECE). Madrid, junio de 2014[27]
- Is Spain on the road to recovery?, debate organizado por la Asociación de Estudiantes Españoles de la London School of Economics (LSE). Londres, marzo de 2014[28]
- Cyprus on the mend? Organizado por The Economist. Nicosia, noviembre de 2013[29]

## Polémicas
En el año 2011 fue pillado por una cámara oculta del periódico británico The Sunday Times retocando una directiva comunitaria, siguiendo un criterio de un lobby (grupo de presión) a cambio de una remuneración de 100.000 euros anuales como consultor, que como se comprobó posteriormente Pablo Zalba había rechazado. A la postre el grupo de presión resultó ser falso, inventado por el periódico para demostrar cómo estos grupos consiguen enmiendas de la Legislación Europea.
Finalmente la Oficina Europea contra el Fraude (OLAF) concluyó que Pablo Zalba había actuado correctamente y cerró el caso.